# Condado de Meigs (Tennessee)
O Condado de Meigs é um dos 95 condados do Estado americano do Tennessee. A sede do condado é Decatur, e sua maior cidade é Decatur. O condado possui uma área de 561 km² (dos quais 57 km² estão cobertos por água), uma população de 11,086 habitantes, e uma densidade populacional de 22 hab/km² (segundo o censo nacional de 2000). O condado foi fundado em 1836.